# Episodi di Doraemon (serie animata 1979) (ventunesima stagione)
Questa è la lista degli episodi della ventunesima stagione dell'anime 1979 di Doraemon.

## Episodi
| Nº Ja | Nº It | Titolo italiano Giapponese 「Kanji」 - Rōmaji | In onda           | In onda        |
| Nº Ja | Nº It | Titolo italiano Giapponese 「Kanji」 - Rōmaji | Giapponese        | Italiano       |
| 1461  | 725   | L'uovo di Sole 「太陽たまご」 - Taiyou tamago | 8 gennaio 1999    | 18 luglio 2007 |
| 1462  | 726   | La gocciacapsula 「水玉カプセルの旅」 - Mizutama kapuseru no tabi | 15 gennaio 1999   | 19 luglio 2007 |
| 1463  | 727   | Eneson, generatore di elettricità 「発電王エネソン」 - Hatsuden ou Eneson | 22 gennaio 1999   | 19 luglio 2007 |
| 1464  | 728   | Il cerchietto delle buone azioni 「悪い子バンド!?」 - Warui ko bando!? | 29 gennaio 1999   | 20 luglio 2007 |
| 1465  | 729   | Il burro cacao dei VIP 「VIPクリーム」 - VIP kurīmu | 5 febbraio 1999   | 20 luglio 2007 |
| 1466  | 730   | San Valentino 「ジャイ子のバレンタイン」 - Jaiko no barentain | 12 febbraio 1999  | 23 luglio 2007 |
| 1467  | 731   | Il sapone scopritalento 「イイト粉セッケン」 - Iito ko sekken | 19 febbraio 1999  | 23 luglio 2007 |
| 1468  | 732   | Lo spirito delle parole 「コトダマ君」 - Kotodama kun | 12 marzo 1999     | 24 luglio 2007 |
| 1469  | 733   | La spilla "sono la mamma" 「さかさママワッペン」 - Sa ka sa mama wappen | 19 marzo 1999     | 24 luglio 2007 |
| 1470  | 734   | Lo scaricapanico 「パニックアース」 - Panikku āsu | 9 aprile 1999     | 25 luglio 2007 |
| 1471  | 735   | Il tuttofatto 「やった木」 - Yat ta ki | 23 aprile 1999    | 25 luglio 2007 |
| 1472  | 737   | La poltronissima 「オールマイティ・チェア」 - Ōrumaiti・chea | 30 aprile 1999    | 26 luglio 2007 |
| 1473  | 755   | L'Agnellnet 「耳寄りネット」 - Mimiyori netto | 7 maggio 1999     | 8 agosto 2007  |
| 1474  | 739   | Il pepe crea animali 「アニマル・ペッパー」 - Animaru・peppā | 14 maggio 1999    | 27 luglio 2007 |
| 1475  | 741   | L'afferratutto 「カニツメッター」 - Kanitsumettā | 21 maggio 1999    | 30 luglio 2007 |
| 1476  | 743   | La girandola cambiante 「風ふきまわし機」 - Kaze fuki mawashi ki | 28 maggio 1999    | 31 luglio 2007 |
| 1477  | 745   | Il ridammelo 「おかえしじしゃく」 - Okaeshi ji shaku | 4 giugno 1999     | 1º agosto 2007 |
| 1478  | 747   | La coda delle allucinazioni 「トラの尾セット」 - Tora no o setto | 11 giugno 1999    | 2 agosto 2007  |
| 1479  | 749   | Il palco dell'addio 「エイコーの花道」 - Eikō no kadou | 18 giugno 1999    | 3 agosto 2007  |
| 1480  | 751   | La bacchetta dell'oblio 「忘れん棒」 - Wasuren bou | 25 giugno 1999    | 6 agosto 2007  |
| 1481  | 753   | Gli uccelli pettegoli 「風のウワサ鳥」 - Kaze no uwasa tori | 2 luglio 1999     | 7 agosto 2007  |
| 1482  | -     | 「しりとり 変身キャンディ」 - Shiri tori henshin kyandi – "Le caramelle per la trasformazione di Shiritori" | 9 luglio 1999     | inedito        |
| 1483  | 757   | Il fratellino 「のび太の弟コン太!?」 - Nobita no otouto kon futo!? | 16 luglio 1999    | 9 agosto 2007  |
| 1484  | 759   | L'altalena dell'equilibrio 「バランスシーソー」 - Baransu shīsō | 23 luglio 1999    | 10 agosto 2007 |
| 1485  | 761   | La rana delle quattro stagioni 「四季カエル」 - Shiki kaeru | 30 luglio 1999    | 13 agosto 2007 |
| 1486  | 763   | La pistola pronti-partenza-via 「よーいどんピストル」 - Yō idon pisutoru | 6 agosto 1999     | 14 agosto 2007 |
| 1487  | -     | 「ヤドカリン」 - Yadokarin – "Il paguro" | 13 agosto 1999    | inedito        |
| 1488  | 765   | Il riavvolgitempo 「タイムリモコン」 - Taimu rimokon | 20 agosto 1999    | 15 agosto 2007 |
| 1489  | 767   | Il vorticotromba 「たつまきラッパ」 - Tatsu maki rappa | 27 agosto 1999    | 16 agosto 2007 |
| 1490  | 769   | Lo spray della sparizione 「ないないスプレー」 - Nai nai supurē | 3 settembre 1999  | 17 agosto 2007 |
| 1491  | 771   | La cercatrova 「さがし手」 - Sagashi shu | 10 settembre 1999 | 20 agosto 2007 |
| 1492  | 773   | Argilla ad asciugatura rapida 「スーパー ウルトラねんど」 - Sūpā urutora nen do | 17 settembre 1999 | 21 agosto 2007 |
| 1493  | 775   | Il captapensieri 「聞きミミ」 - Kiki mimi | 24 settembre 1999 | 22 agosto 2007 |
| 1494  | 777   | I trenini portatili 「マイ・トレインセット」 - Mai・torein setto | 1º ottobre 1999   | 23 agosto 2007 |
| 1495  | -     | 「空想動物 サファリパークで大冒険」 - Kūsō dōbutsu safaripāku de dai bōken – "Il parco safari degli animali fantastici" | 15 ottobre 1999   | inedito        |
| 1496  | 779   | L'asciugamano della pace 「ストップタオル」 - Sutoppu taoru | 22 ottobre 1999   | 24 agosto 2007 |
| 1497  | 780   | L'adesivo dello spauracchio 「もののけワッペン」 - Mono noke wappen | 29 ottobre 1999   | 27 agosto 2007 |
| 1498  | 781   | Uova fiabesche 「タマゴにお願い」 - Tamago ni onegai | 5 novembre 1999   | 27 agosto 2007 |
| 1499  | 782   | La cabina dei desideri 「のび太３さい!?」 - Nobita 3 sai!? | 12 novembre 1999  | 28 agosto 2007 |
| 1500  | 783   | L'invidiello 「ウラヤマしい」 - Ura yama shi i | 19 novembre 1999  | 28 agosto 2007 |
| 1501  | 784   | Le vivifavole 「すずめのお宿はどこだ？」 - Suzume no o yado ha doko da? | 26 novembre 1999  | 29 agosto 2007 |
| 1502  | 785   | Il nipotino 「セワシレポート」 - Sewashirepōto | 3 dicembre 1999   | 29 agosto 2007 |
| 1503  | 786   | I punti delle buone azioni 「いいこと ポイントカード」 - Ii koto pointo kādo | 10 dicembre 1999  | 30 agosto 2007 |
| 1503  | 786   | Nobita ha appena finito di pulire il parco giochi dalla spazzatura, ma Suneo se ne prende i meriti davanti a Shizuka. Per consolare Nobita, Doraemon gli dà i punti delle buone azioni, una carta che regala un punto per ogni buona azione commessa, ma ne toglie uno per ogni buona azione ricevuta. Dopo aver raggiunto i 5 punti sulla carta, Nobita può usarla per acquistare quello che vuole ma, dopo aver visto un bambino in difficoltà, decide di utilizzare la carta per acquistare lo yoyo che desiderava. La carta ha assegnato in automatico altri 5 punti a Nobita come premio per aver rinunciato ai punti per compiere un'altra buona azione, e così può acquistare il modellino desiderato. |                   |                |
| 1504  | 787   | La zanzara feeling 「蚊チューシャ」 - Ka chūsha | 17 dicembre 1999  | 30 agosto 2007 |

## Speciali
| Nº  | Giapponese 「Kanji」 - Rōmaji - Traduzione letterale | In onda          | In onda  |
| Nº  | Giapponese 「Kanji」 - Rōmaji - Traduzione letterale | Giapponese       | Italiano |
| S92 | 「ポンプ地下室で街をつくろう」 - Ponpu chikashitsu de machi o tsukurou – "Una città nel seminterrato" | 26 marzo 1999    | inedito  |
| S93 | 「ドラえもん誕生30周年 2000年だよ！ドラえもん 未来を守れ！のび太VSアリ軍団」 - Doraemon tanjō 30-shūnen 2000-nenda yo! Doraemon mirai o mamore! Nobita VS Ari gundan – "Proteggi il futuro, Doraemon! - Nobita contro le formiche!" | 31 dicembre 1999 | inedito  |